# Калмыкова, Дарья Константиновна
Да́рья Константи́новна Калмыко́ва (род. 4 марта 1983, Москва, РСФСР, СССР) — российская актриса театра и кино.

## Биография
Дарья Калмыкова родилась 4 марта 1983 года в Москве. Отец — Константин Григорьевич Мелик-Авакян (род. 21 июля 1953), кинорежиссёр, бывший генеральный директор Центральной студии документальных фильмов (ЦСДФ) (2001—2005). Дед — Григорий Мелик-Авакян, армянский советский кинорежиссёр, Народный артист Армянской ССР. Мать — Наталья Калмыкова, театровед. Дед — Владимир Калмыков (1927—2008), Народный артист Российской Федерации, работал в Российском академическом молодёжном театре (РАМТ). Бабушка — Галина Сергеевна Суворова, тоже была актрисой.
В 2003 году окончила актёрский факультет Школы-студии МХАТ в Москве (руководители курса — Дмитрий Владимирович Брусникин и Роман Ефимович Козак).
Будучи студенткой, выступала на сцене МХТ имени А. П. Чехова, где в 2001 году дебютировала в роли Арманды Бежар де Мольер в спектакле режиссёра Адольфа Шапиро «Кабала святош (Мольер)» по пьесе «Кабала святош» Михаила Булгакова.
По окончании ВУЗа с 2003 по 2017 годы состояла в труппе Московского театра-студии под руководством Олега Табакова, где играла главные роли, как в произведениях современных авторов, так и в классическом репертуаре. За работу в театре удостоена профессиональных наград.
Много и плодотворно снимается как в кинофильмах, ей достались главные роли в : «Курортный роман», «Любовь под прикрытием»«Мама выходит замуж», «Новый старый дом», «Мама Люба», «Пуанты для плюшки» и другие. Ну и конечно, сериал «Братаны», где Дарья блистала во всех сезонах. На телеэкране  воплощает образы девушек с нелёгкой судьбой, наших современниц.
Сейчас занята в проекте Театра Наций.

### Личная жизнь
Дарья с 2003 по 2015 годы была замужем за актёром Александром Моховым, от которого в 2007 году родила сына; мальчику дали имя Макар. 24 августа 2018 года, после нескольких лет совместной жизни, Калмыкова вышла замуж за продюсера Николая Сергеева. 17 сентября 2019 года родила сына, которого назвали Тихоном.

## Творчество

### Роли в театре

#### Московский Художественный театр имени А. П. Чехова
- 2001 — «Кабала святош (Мольер)» по пьесе «Кабала святош» Михаила Булгакова (режиссёр — Адольф Шапиро; премьера — 9 сентября 2001 года) — Арманда Бежар де Мольер, актриса[3]
- 2003 — «Обломов» по пьесе Михаила Угарова по мотивам одноимённого романа Ивана Гончарова (режиссёр — Александр Галибин; премьера — 9 апреля 2003 года) — Ольга Сергеевна Ильинская, дворянка, возлюбленная Ильи Обломова, затем жена Андрея Штольца[7]

#### Московский театр-студия под руководством Олега Табакова
- «Л. Г. Синичкин» по сценарию Михаила Вольпина и Николая Эрдмана по мотивам комедии-водевиля «Лев Гурыч Синичкин, или Провинциальная дебютантка» Дмитрия Ленского — Раиса Сурмилова, местная театральная прима
- «Леди Макбет Мценского уезда» по одноимённой повести Николая Лескова — Катерина Львовна Измайлова, молодая купчиха
- «Рассказ о семи повешенных» по одноимённой повести Леонида Андреева — Таня Ковальчук, жена полковника Вернера, служанка
- «Обыкновенная история» по пьесе Виктора Розова по мотивам одноимённого романа Ивана Гончарова — Наденька
- «Псих» по одноимённому роману Александра Минчина — Ира, медсестра, влюбленная в Александра
- «Провинциальные анекдоты» по одноимённой пьесе Александра Вампилова — Виктория, девушка, устраивающаяся на работу
- «От четверга до четверга» по пьесе Альдо Де Бенедетти — Адриана Гуарньери
- «Потомок» по пьесе Владимира Жеребцова — экскурсовод

### Фильмография
| Год       |   | Название                            | Роль                                              |
| --------- | - | ----------------------------------- | ------------------------------------------------- |
| 2001      | ф | Сверчок за очагом                   | Мэй Филдинг (главная роль)                        |
| 2001      | с | Не покидай меня, любовь             | Вера, сестра Кости                                |
| 2003      | с | Москва. Центральный округ           | -                                                 |
| 2003      | ф | Ищу невесту без приданого           | Снегурочка                                        |
| 2004—2005 | с | Грехи отцов                         | Наталья Ковалёва                                  |
| 2004      | ф | О любви в любую погоду              | Вика, эмансипированная журналистка (главная роль) |
| 2004      | ф | Тайна «Волчьей пасти»               | жена прапорщика Козлова                           |
| 2004      | ф | Плакальщик, или Новогодний детектив | Даша Бабушкина, актриса (главная роль)            |
| 2005      | с | МУР есть МУР 3                      | Галочка                                           |
| 2006      | с | Заколдованный участок               | Светлана                                          |
| 2007      | ф | Учитель в законе                    | Катя, подруга Богомола, девушка по вызову         |
| 2008      | ф | Песочный дождь                      | Алиса Лучина, невеста Игоря, дочь Ирины           |
| 2009      | с | Братаны                             | Светлана Милявская / Оксана Милявская             |
| 2009      | ф | Весельчаки                          | Светка                                            |
| 2010      | ф | Любовь под прикрытием               | Люда, барменша                                    |
| 2010      | с | Братаны 2                           | Светлана Явликина, жена Сергея Явликина           |
| 2010      | с | Учитель в законе 2                  | Катя                                              |
| 2011      | ф | Ельцин. Три дня в августе           | Ольга                                             |
| 2011      | с | Тонкая грань                        | Ирма                                              |
| 2012      | с | Братаны 3                           | Светлана Явликина, жена Сергея Явликина           |
| 2012      | ф | Мама выходит замуж                  | Марина Филиппова (главная роль)                   |
| 2012      | ф | Отдам жену в хорошие руки           | Елена Хомутова                                    |
| 2012      | с | Легенды о Круге                     | Марина                                            |
| 2013      | ф | Княжна из хрущёвки                  | Рита                                              |
| 2013      | с | Мама-детектив (8-я серия)           | Людмила                                           |
| 2013      | ф | Новый старый дом                    | Светлана                                          |
| 2014      | ф | Мама Люба                           | Люба (главная роль)                               |
| 2014      | ф | Курортный роман                     | Мила (главная роль)                               |
| 2014      | ф | Братаны 4                           | Светлана Явликина, жена Сергея Явликина           |
| 2015      | ф | Курортный роман 2                   | Мила (главная роль)                               |
| 2015      | с | Пуанты для «Плюшки»                 | Наталья («Плюшка»), бывшая балерина               |
| 2018      | ф | Топор (ТВ)                          | Лиза (главная роль)                               |

## Награды и премии
- 2006 — премия газеты «Московский комсомолец» в номинации «Лучший актёрский ансамбль» — за спектакль «Рассказ о семи повешенных» Л. Андреева.
- 2006 — премия «Золотая лира» за лучшую женскую роль — за роль Тани Ковальчук в спектакле «Рассказ о семи повешенных» Л. Андреева.
- 2007 — премия Благотворительного фонда Олега Табакова — за роль Тани Ковальчук в спектакле «Рассказ о семи повешенных» Л. Андреева.
- 2006 — премия «Хрустальная Турандот» — за роль Тани Ковальчук в спектакле «Рассказ о семи повешенных» Л. Андреева.